# Jetia
Jetia é uma vila no distrito de North 24 Parganas, no estado indiano de Bengala Ocidental.

## Demografia
Segundo o censo de 2001, Jetia tinha uma população de 5510 habitantes. Os indivíduos do sexo masculino constituem 51% da população e os do sexo feminino 49%. Jetia tem uma taxa de literacia de 85%, superior à média nacional de 59,5%: a literacia no sexo masculino é de 88% e no sexo feminino é de 82%. Em Jetia, 7% da população está abaixo dos 6 anos de idade.